# Albizia adianthifolia
Espèce
Classification phylogénétique
Statut de conservation UICN

 LC  : Préoccupation mineure

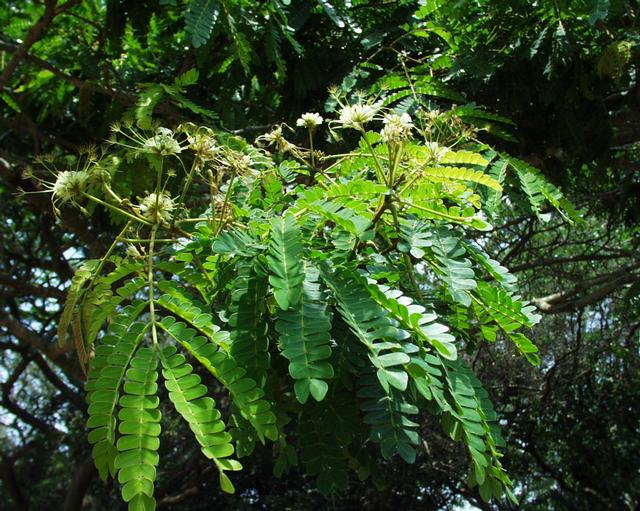
Albizia adiantifolia.

Albizia adianthifolia est une espèce de plantes à fleurs de la famille des Mimosaceae selon la classification classique, ou à celle des Fabaceae, sous-famille des Mimosoideae selon la classification phylogénétique. C'est un arbuste tropical que l'on trouve en Afrique : Kenya, Rwanda, Gambie, Zimbabwe etc.
On l'utilise pour son bois.

## Synonymes
- Mimosa adianthifolia Schumach.
- Zygia fastigiata E.Mey.
- Albizia fastigiata (E.Mey.) Oliv.

## Quelques caractéristiques botaniques
Plante de la forêt et de la périphérie de celle-ci, pouvant atteindre plusieurs mètres de hauteur ; tronc droit, cylindrique se terminant par une cime arrondie ; écorce finement rugueuse, lenticelle, de couleur brun clair. Feuilles alternes, pétiolées et biparipennées. Folioles sessiles, rhombiques, légèrement falciformes (asymétriques). Fleurs réunies en capitules solitaires ou groupées en ombelles, de couleur blanc verdâtre, avec le tube séminal parfois rougeâtre. Fruits, gousses plantes, pendantes à nervation nettement et densément réticulées, arrondies au sommet, grisâtres et déhiscentes à maturité.